# Emily Greene Balch
Emily Greene Balch (Boston, 8 januari 1867 – 9 januari 1961) was een Amerikaans academicus, schrijver en pacifist, die in 1946 met John R. Mott de Nobelprijs voor de Vrede ontving voor haar werk bij de Internationale Vrouwenbeweging voor Vrede en Vrijheid (WILPF).
Balch werd geboren in een rijke familie. Ze behoorde in 1889 tot de eerste studenten die afstudeerden aan het Bryn Mawr College. Ze studeerde vervolgens sociologie en economie in Europa en de Verenigde Staten. In 1896 ging ze aan de slag in Wellesley College, alwaar ze in 1913 hoogleraar economie en sociologie werd.
In 1915 richtte ze samen met Jane Addams de Internationale Vrouwenbeweging voor Vrede en Vrijheid, en voerde ze met hen actie tegen Amerika’s deelname aan de oorlog.
Haar contract bij Wellesley werd beëindigd vanwege haar pacifistische activiteiten. Vervolgens werd ze redacteur van The Nation, een bekend liberaal tijdschrift. Tevens diende ze als secretaresse van de WILPF, en deed ze veel werk voor de Volkenbond.
Balch bekeerde zich in 1921 tot het Unitarisme en werd een Quaker. Ze bleef haar hele leven ongehuwd. Ze stierf een dag na haar 94e verjaardag.

## Trivia
In 1994 werd een inslagkrater op de planeet Venus naar haar vernoemd.
- Bibsys: 9011478
- Bibliothèque nationale de France: cb145491612 (data)
- CiNii: DA01505341
- Gemeinsame Normdatei: 12006586X
- Historisch woordenboek van Zwitserland: 028995
- International Standard Name Identifier: 0000 0000 8116 2837
- Library of Congress Control Number: n50017609
- Nationale Bibliotheek van Tsjechië: uk2009534393
- Nationale bibliotheek van Australië: 35012606
- Nationale Bibliotheek van Israël: 987007463085105171
- Nationale en Universitaire bibliotheek Zagreb: 000455289
- Nederlandse Thesaurus van Auteursnamen: 075073005
- LIBRIS: 176967
- SNAC: w6pg1rkz
- Système universitaire de documentation: 106932853
- Trove: 789554
- Virtual International Authority File: 37155664
- WorldCat: E39PBJqbrqXX6Vc47hkPmfCJDq

1901: Dunant, Passy ·
1902: Ducommun, Gobat ·
1903: Cremer ·
1904: Institut de Droit International ·
1905: Von Suttner ·
1906: Roosevelt ·
1907: Moneta, Renault ·
1908: Arnoldson, Bajer ·
1909: Beernaert, Balluet d'Estournelles de Constant ·
1910: IPB ·
1911: Asser, Fried ·
1912: Root ·
1913: La Fontaine ·
1917: ICRC ·
1919: Wilson ·
1920: Bourgeois ·
1921: Branting, Lange ·
1922: Nansen ·
1925: Chamberlain, Dawes ·
1926: Briand, Stresemann ·
1927: Buisson, Quidde ·
1929: Kellogg ·
1930: Söderblom ·
1931: Addams, Butler ·
1933: Angell ·
1934: Henderson ·
1935: Von Ossietzky ·
1936: Lamas ·
1937: Cecil ·
1938: Office international Nansen pour les réfugiés ·
1944: ICRC ·
1945: Hull ·
1946: Balch, Mott ·
1947: Friends Service Council, American Friends Service Committee ·
1949: Orr ·
1950: Bunche ·
1951: Jouhaux ·
1952: Schweitzer ·
1953: Marshall ·
1954: Hoog Commissariaat voor de Vluchtelingen (UNHCR) ·
1957: Pearson ·
1958: Pire ·
1959: Noel-Baker ·
1960: Luthuli ·
1961: Hammarskjöld ·
1962: Pauling ·
1963: ICRC, IFRC ·
1964: King ·
1965: UNICEF ·
1968: Cassin ·
1969: Internationale Arbeidsorganisatie ·
1970: Borlaug ·
1971: Brandt ·
1973: Kissinger, Lê Đức Thọ ·
1974: MacBride, Satō ·
1975: Sacharov ·
1976: Williams, Corrigan ·
1977: Amnesty International ·
1978: Sadat, Begin ·
1979: Moeder Teresa ·
1980: Esquivel ·
1981: Hoog Commissariaat voor de Vluchtelingen (UNHCR) ·
1982: Myrdal, Robles ·
1983: Wałęsa ·
1984: Tutu ·
1985: IPPNW ·
1986: Wiesel ·
1987: Arias ·
1988: VN-vredesmacht ·
1989: Gyatso ·
1990: Gorbatsjov ·
1991: Suu Kyi ·
1992: Menchú ·
1993: Mandela, De Klerk ·
1994: Arafat, Peres, Rabin ·
1995: Rotblat, Pugwash Conferences on Science and World Affairs ·
1996: Ximenes Belo, Ramos-Horta ·
1997: ICBL, Williams ·
1998: Hume, Trimble ·
1999: AzG ·
2000: Dae-jung ·
2001: VN, Annan ·
2002: Carter ·
2003: Ebadi ·
2004: Maathai ·
2005: IAEA, El-Baradei ·
2006: Grameen Bank, Yunus ·
2007: Gore, IPCC ·
2008: Ahtisaari ·
2009: Obama ·
2010: Liu ·
2011: Johnson Sirleaf, Gbowee, Karman ·
2012: Europese Unie ·
2013: OPCW ·
2014: Satyarthi, Yousafzai ·
2015: Kwartet voor Nationale Dialoog in Tunesië ·
2016: Santos ·
2017: ICAN ·
2018: Mukwege, Murad Basee ·
2019: Ahmed ·
2020: Wereldvoedselprogramma ·
2021: Ressa, Moeratov ·
2022: Bjaljazki, Memorial, Centrum voor Burgerlijke Vrijheden ·
2023: Mohammadi ·
2024: Nihon Hidankyo